# Кластер дифференцировки

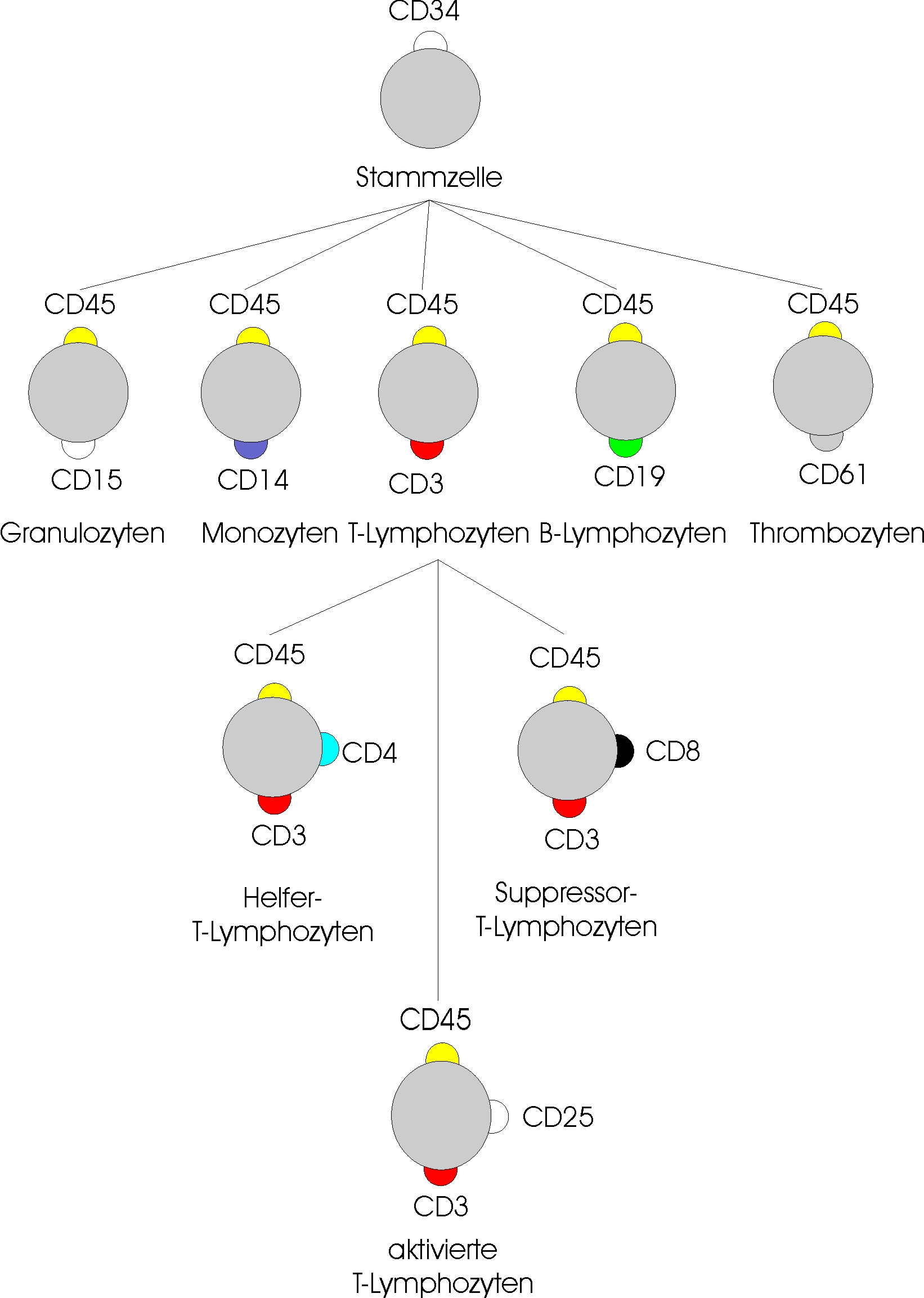
Пример описания дифференцировки лейкоцитов по наличию различных CD на их поверхности

Кластер дифференцировки (англ. cluster of differentiation, cluster designation; сокращённо CD) — номенклатура дифференцировочных антигенов лейкоцитов человека. Данная классификация была предложена в 1982 году для идентификации и исследования поверхностных мембранных белков лейкоцитов. CD-антигенами (или иначе CD-маркерами) могут быть белки, которые служат рецепторами или лигандами, участвующими во взаимодействии клеток между собой и являющимися компонентами каскада определённых сигнальных путей. Однако, они могут быть и белками, выполняющими другие функции (например, белки клеточной адгезии). Список CD-антигенов, внесённых в номенклатуру, постоянно пополняется и в настоящее время содержит 350 CD-антигенов и их подтипов.

## Номенклатура
Номенклатура была предложена на 1-й Международной конференции по антигенам дифференцировки лейкоцитов человека (Париж, 1982). Система создана для упорядочивания большого количества моноклональных антител к эпитопам на поверхности лейкоцитов, полученных в лабораториях во всём мире. Таким образом, определённый CD-антиген приписывается к группе моноклональных антител (необходимо наличие, по крайней мере, двух различных клонов), которые распознают один и тот же эпитоп на поверхности клетки. CD-антигеном также называют и непосредственно сам белок-маркер, с которым реагируют данные антитела. Следует отметить, что данная номенклатура классифицирует кластеры безотносительно клеточной функции белка. Нумерация идёт в хронологическом порядке от ранее описанных антигенов к более поздним.
В настоящее время данная классификация значительно расширена и включает не только лейкоциты, но и другие типы клеток. Более того, многие CD-антигены являются не поверхностными, а внутриклеточными белками-маркерами. Некоторые из них являются не белками, а поверхностными углеводами (например, CD15). Насчитывается более 320 антигенов и их подтипов.

## Иммунофенотипирование
Система кластеров дифференцировки применяется в иммунофенотипировании для отнесения клеток к тому или иному типу по представленным на клеточных мембранах молекулам-маркёрам. Наличие определённых молекул может быть ассоциировано с соответствующими иммунными функциями. Хотя наличие одного типа CD обычно не позволяет точно определить популяцию клетки (за исключением нескольких примеров), сочетания маркёров позволяют определить её достаточно чётко.
СD-молекулы, используемые для сортировки клеток в различных методах, таких как проточная цитометрия.
| Тип (популяция) клеток      | CD-маркеры                    |
| Стволовые клетки            | CD34+, CD31-                  |
| Все лейкоциты               | CD45+                         |
| Гранулоциты                 | CD45+, CD15+                  |
| Моноциты                    | CD45+, CD14+                  |
| T-лимфоциты                 | CD45+, CD3+                   |
| Т-хелперы                   | CD45+, CD3+, CD4+             |
| Цитотоксические Т-лимфоциты | CD45+, CD3+, CD8+             |
| B-лимфоциты                 | CD45+, CD19+ или CD45+, CD20+ |
| Тромбоциты                  | CD45+, CD61+                  |
| Естественные киллеры        | CD16+, CD56+, CD3-            |

Два наиболее широко используемых CD-маркера — CD4 и CD8, которые соответственно являются характерными для T-хелперов и цитотоксических Т-лимфоцитов. Эти молекулы определяются в сочетании с CD3+, так и с другими маркерами для других популяций клеток (некоторые макрофаги экспрессируют низкие уровни CD4; дендритные клетки имеют высокие уровни CD8). Вирус иммунодефицита человека (ВИЧ) связывает CD4 и хемокиновый рецептор на поверхности T-хелперов для проникновения в клетку. Таким образом, количество T-лимфоцитов CD4 и CD8 в крови часто используется для мониторинга развития ВИЧ-инфекции.